# 日本プロ麻雀連盟
日本プロ麻雀連盟（にほんプロマージャンれんめい, Japan Professional Mahjong League）は、競技麻雀のプロ団体。2023年時点の7つあるプロ団体の中で所属人数がもっとも多い。2023年現在の会長は森山茂和。1981年3月6日設立。荒正義、二階堂姉妹を始めとして、有名プロが多数在籍している。
段位制度を採用しており（昇段規定の詳細は公開されていない）、アマチュアの打ち手に対してもオフィシャルネット対戦サイト「龍龍」を通じて段位・級位の授与を行っている。

## 組織の概要と沿革
事業目的は「麻雀専門棋士による競技麻雀の開催を通じ、職業棋士の育成、確立、社会的地位の向上を図り、もって健全なる麻雀遊戯の普及、発展に貢献し、わが国の伝統文化、大衆文化の発展向上と国際親善に寄与することを目的とする。」（日本プロ麻雀連盟公式webサイト、「日本プロ麻雀連盟の事業内容」 より引用）というもの。
初代会長の小島武夫によれば、当時乱立していた小団体を一つにまとめ一致団結し麻雀界を盛り上げるために作られた団体である。また設立直後、小島はマスコミに対して「麻雀を囲碁・将棋、そのほかスポーツのような地位に押し上げ、麻雀プロ全体が将来的に喰っていけるような世界を作り上げる」（小島武夫 2010 『ろくでなし』 p. 199 より引用）などと宣言していた。
1981年1月31日に日刊スポーツ紙上で設立を発表、3月6日に設立された。設立に当たっては、作家の花登筺の大きな協力があった。花登が後援者という形であったという。小島は辞退したが、金銭的な援助までもちかけられたと言う。
なおこの時期は折しも1980年12月24日に発生し、麻雀関係者の間に確執を生んだ最高位戦八百長疑惑事件の直後であり、大衆メディアがその事件をきっかけに設立されたと報道したりと言った短絡的な誤解が見受けられたが、構想は以前からあったものであり、急遽作られた団体ではない。当時の竹書房『近代麻雀』編集長の岡田和裕は遅くとも1980年6月頃には灘、小島からプロ協会の構想を聞いており、小島は事件の数年前にはすでに設立を考えていたと述懐している。またそもそも近代麻雀側もこの構想には乗り気であった。だが、この事件により当初の予定より立ち上げがいささか早まることとなったようであり、また連盟と竹書房/近代麻雀（および近代麻雀側についた雀士）が決別関係になってしまったと言った影響はみられた。連盟は雑誌『月刊プロ麻雀』で活動したため、『近代麻雀』と『プロ麻雀』の代理戦争だ、（雀士たちはそもそも近代麻雀の支配下になどなく、どのメディアにも出られるのに）麻雀界のクーデターだ、などと言う頓珍漢な報道もみられたと言う。
小島によれば設立後最初の10年は手探りの運営で資金繰りも苦しく、当時小島は自身が出演していた雀卓のテレビCMのギャラを全額連盟の運営費に回したという。もとより数十年かかる事業であるとは覚悟していたが、活動が軌道に乗ったのはようやく2000年頃からであるという、2010年には、ゲーム会社との提携やテレビ対局、介護施設などの訪問など活動は多岐にわたり、多くのタイトル戦を主催している。
なお初代会長の小島は1984年に会長職から身を退き最高顧問となっていた。その後は、灘が30年に渡って二代目会長を務めていたが、2013年4月1日より三代目となる森山茂和が会長に就任し、灘は名誉会長職となった。小島が2010年に評したところによれば、連盟設立当初より参加し当時副会長だった森山は小島・会長の灘、および他の二人の副会長伊藤優孝、荒などのようにただ麻雀が強いだけの人物ではなく、団体のとりまとめやトラブル解消などに尽力してきた「縁の下の力持ち」であり、連盟がここまで大きくなれたのは森山の手腕によるところが大きいと賞賛している。
森山によれば2006年に、当時タイトルホルダーであった土田浩翔、多井隆晴ら多くの連盟プロが脱会し日本麻雀機構に移籍したことは大変であったが、2002年から始めていた麻雀格闘倶楽部とのタイアップなどが原動力となって残ったプロがまとまり、若手が伸びてきたという。
これまでタイトル戦のネット中継は十段戦、鳳凰位戦、女流桜花、グランプリのみで全自動麻雀卓販売の株式会社アルバンが運営するアルバンスタジオ（東京・池袋、2011年オープン）を借りて中継していた。アルバンスタジオの閉鎖（後に移転）を受けて、2013年10月からは連盟独自のスタジオ『夏目坂スタジオ』を開設。王位戦やプロクイーンなどのタイトル戦も中継されるようになった。2014年からは、麻雀最強戦の予選と夕刊フジ杯麻雀女王決定戦の東日本リーグ・本選対局も中継され、事実上連盟主導の大会運営となっている。
事業部門として、夏目坂スタジオの運営等を行う株式会社JPML（法人番号：9011101051419）と、『龍龍』の運営を行う有限会社麻雀ネットワークサービス（MNS、法人番号：8010002046917）がある。どちらも所在地は東京都新宿区原町3丁目。

## 競技ルール
日本プロ麻雀連盟の公式戦では、「日本プロ麻雀連盟公式ルール」、「（連盟）WRCルール」、「（連盟）WRC-Rルール」という3種類のルールを採用している。WRCルールはリーチ麻雀世界選手権 (WRC) のルールに準拠したもの、WRC-RルールはWRCルールに赤ドラを加えたもので、3種類のルールの主な共通点と違いは以下のとおり。
主な共通ルール
- 喰いタンあり、後づけあり、喰い替えなし。
- 和了は上家優先（頭ハネ採用、ダブロン無し）。
- オーラスの和了やめなし。
- 自摸番無し立直あり。
- 人和あり（満貫）。
- 数え役満あり（ルール上では四倍満と記載）。
- 連風牌の雀頭は2符。
- 大三元・大四喜・四槓子を確定させる牌を鳴かせた対局者に包が適用される。
  - ツモ和了は鳴かせた対局者が全額責任払い。
  - ロン和了は放銃者と折半し、放銃者が積み棒を追加で支払う（ダブル役満の場合は「異なるルール」に記載）。

- 途中流局なし。
- 誤ロン・誤ツモは発声のみでもチョンボ。
- 錯チー・錯ポン・多牌・少牌はチョンボ。
  - チー、ポン、カンの発声だけの間違いは和了り放棄。

異なるルール
- 大三元・大四喜・四槓子を確定させる牌を鳴かせ、かつダブル役満となった場合の積み棒の支払い者が異なる。
  - 連盟公式ルールでは、ツモ和了の場合は他の3人が積み棒を支払い、ロン和了の場合は鳴かせた対局者が責任払いで積み棒を支払う。
  - WRCルールおよびWRC-Rルールでは、ロン和了の場合は放銃者が積み棒を支払う。

- 連盟公式ルールで採用せず、WRCルールおよびWRC-Rルールでのみ採用するルール
  - 一発
  - 裏ドラ・槓ドラ・槓ウラ・赤ドラ（赤ドラはWRC-Rルールのみ）

- 30符4翻は、連盟公式ルールは切り上げ満貫にせず（子7,700点、親11,600点）、WRCルールおよびWRC-Rルールは切り上げ満貫にする。
- 順位点の算出方法が全く異なる。
  - 連盟公式ルールでは浮き（原点からのプラス）の人数により変わり、1人浮きで「12/-1/-3/-8」、2人浮きで「8/4/-4/-8」、3人浮きで「8/3/1/-12」。
  - WRCルールでは30,000点持ちの30,000点返しで、一律に「15/5/-5/-15」。
  - WRC-Rルールでは30,000点持ちの30,000点返しで、一律に「30/10/-10/-30」。

- チョンボのマイナスポイントが異なる。
  - 連盟公式ルールではマイナス20ポイント。
  - WRCルールおよびWRC-Rルールではマイナス30ポイント。

麻雀マスターズやプロクイーン決定戦はWRCルールが採用される。

## 主な所属プロ雀士

### 男性
役員
- 森山茂和(会長、九段)
- 灘麻太郎(名誉会長、九段)
- 伊藤優孝(常任理事、副会長、九段)(B1)
- 荒正義(常任理事、副会長、九段)
- 前原雄大(常任理事、九段)(A2)
- 古川孝次(理事、九段)(A1、中部本部)
- 藤原隆弘(理事、九段)
- 藤崎智(理事、九段)(A1)
- 瀬戸熊直樹(理事、九段)(A2)
- 山井弘(理事、八段)(C2)
- 山田浩之(理事、八段)(A2)
- 滝沢和典(理事、八段)(B1)
- 佐々木寿人(理事、八段)(A1)
- 紺野真太郎(理事、七段)(A2)
- 黒木真生(理事、七段)(C2)
- 白鳥翔(理事、七段)(A1)
- 吉田幸雄(理事、北関東支部長、八段)
- 浦田豊人(理事、北陸支部長、七段)(北陸A)
- 横山毅(理事、関西本部長、八段)
- 中村政時(理事、九州本部長、六段)(九州B)
- 三戸亮祐(中部本部長、六段)(中部B/C1)
- 青山大(中部副本部長、五段)
- 原田保正(関西副本部長、七段)(関西C1)
- 上村宜久(関西副本部長、六段)(関西A2)
- 中寿文(静岡支部長代行、四段)(D1/中部C)
- 松原健志(北陸副支部長、五段)
- 藤本鉄也(北陸副支部長、五段)(北陸A)
- 清水真志郎(地方理事、広島支部長、四段)
- 喜多清貴(地方理事、北海道本部長、六段)(北海道A)
- 藤原英司(山口支部長、三段)(九州)

九段
- 沢崎誠(A1)
- ともたけ雅晴(B2)
- HIRO柴田(A1)

八段
- 勝又健志(A1)
- 前田直哉(A1)
- 石崎洋
- ダンプ大橋(A2)
- 望月雅継(静岡支部)
- 石渡正志(B2)
- 仁平宣明(B1)
- 近藤久春(A2)

七段
- 猿川真寿(B1)
- 藤島健二郎(A1)
- 内川幸太郎(A1)
- 西川淳(A1)
- 吉田直(A2)
- 井出一寛(C2)
- 西島一彦(B2)
- 奈良圭純(B1)
- 老月貴紀(C3)
- 金子貴行(C2)
- 三田不二夫(C1)
- 明石定家(C1)
- 森脇司(C2)
- 中村毅(C1)
- 石川正明(B1)
- 西野拓也(北海道副本部長)
- 村上良(北海道C1)
- 杉浦勘介(A1/中部A)
- 花岡章生(関西A1/C3)

六段
- 客野直(A2)
- 松崎良文(C1)
- 野方祐介(C2)
- 柴田吉和(A2)
- 三浦智博(A2)
- 真光祐尚(北海道本部)
- 森下剛任(B2/中部本部)
- 西岡慎泰(C3)
- 増田隆一(C1/東北A)
- 鮎川卓(B2)
- 日吉辰哉(C3)
- 藤本哲也(C3)
- 関島義基(D1)
- 麓征生(B2)
- 一井慎也(A1)
- 福山満幸
- 太田優介(C1)
- 刀川昌浩(B1)
- 斎藤桂史(C3)
- 古橋崇志(A1)
- 野々川博之(北海道副本部長)(北海道A)
- 三盃志(北海道B)
- 武藤武(東北本部長)(東北A)
- 佐々木亮(関西A2)
- 浜上文吾(九州副本部長)(九州A)

五段
- 石立岳大(A2)
- 伊賀則夫(D2)
- 蛯原朗(B2)
- 小車祥(D1)
- 清原継光(C3)
- 中村慎吾(B1)
- 樋口徹(D2)
- 福光聖雄(B1)
- 羽山真生(C1)
- 三浦大輔(B2)
- 真鍋明広(C3)
- 本田朋広(北陸支部/C1)
- 大和(C2)
- 皆川直毅(東北A/D1)
- 鈴木大介(B1)
- 岡田茂(C1)
- 江隈亨
- 石橋和也(C1)
- 安秉参(B2)
- 井出康平(A2)
- 越野智紀(D1)
- ガース(E1)
- 上村慎太郎(C2)
- 小松武蔵(C2)
- 末続ヒロヨシ(C3)
- 角屋保人(E1)
- 桜井紘己(C1)
- 須浦正裕(北関東副支部長)(B1)
- 新谷翔平(C2)
- 土井悟(C1)
- 田中史孝
- 谷岡育夫(C3)
- 武田裕希(C1)
- 萩原聖人
- 藤本修二(D2)
- 松岡昭彦(E1)
- 水澤明彦(C3)
- 柚木正仁(D1)
- 吉沢康次(C2)
- 浦山祐輔(北海道A)
- 中村瞬(北海道本部)
- 加藤晋平(北海道A)
- 須賀智博(北海道B)
- 三盃貴之(北海道A)
- 東幸一郎(東北副本部長、東北B/C2)
- 粕谷勇吉(東北A)
- 杉村泰治(中部B)
- 寺戸孝志(中部A/C3)
- 伊藤鉄也(中部B/B1)
- 藤川議次(関西A1)
- 米川基紀(関西A1)
- 中川保(関西B)
- 貫上洋志(関西B)
- 安東裕允(九州副本部長、会計)
- 塚本将之(九州B)
- 鈴木郁孝(静岡副支部長)(C3)
- 鈴木秀幸(静岡支部/C3)
- 太田昌樹(静岡支部/C1)
- 小川尚哉(北関東支部/C1)
- 高橋信夫(北関東支部)
- 蒼山秀佑(広島支部/C2)

四段
- 阿部謙一(D1)
- 大庭三四郎(D3)
- 石川遼 (4代目天鳳位[注釈 1])(C1)
- 阿久津翔太(A2)
- 中川基輝(C2)
- 森岡貞臣(D2)
- 矢崎航之介(B2)
- 石井良樹(東北A)
- 藤井崇勝(九州本部/B2)
- 岡本和也(静岡支部/B1)
- 吉野敦志(北陸支部/B1)
- 斎藤豪(13代目天鳳位[注釈 2])(C2)
- 泉亮多(C3)
- 居藤洸(C2)
- 伊藤大輔(D1)
- 安藤友一(D3)
- 上田直樹(B2)
- 犬見武史(C2)
- 岩井健太
- 岡竜介(C1)
- 小田悟志
- 伊井功雅(D1)
- 大木亮典
- 小川淳(D2)
- 桶本篤史(C3)
- 内山歩(D3)
- 荒牧冬樹
- 今泉誠一(C1)
- 今岡英忠(E3)
- 新井駿一(D2)
- 厚谷昇汰(C2)
- 岡本真一(C3)
- 大鹿糠文也(D3)
- ケネス徳田(C1)
- 神林剛
- 小島広宣
- 菊原真人(C1)
- こばりしん(E2)
- 鈴木誠(C2)
- 瀬下勝也(C2)
- 冨田久志(D3)
- 田代航太郎(D1)
- 高橋良介(A2)
- 戸田誠輝(C1)
- 戸井田清光(C2)
- 高沢雅
- 鳥越真仁(C2)
- 谷誠之(D3)
- 時田拓和(D1)
- 西田修(E2)
- 永井卓也(C1)
- 中岫宏文(E2)
- 樋口洋輔(D2)
- 浜野太陽(C3)
- 久山浩司(C1)
- 藤岡良一
- 福島佑一(A2)
- 原佑典(C3)
- 船木伸一(B2)
- 古本和宏(D3)
- 東谷達矢
- 林潤一郎(C2)
- 三田晋也(D3)
- 松本遊助(C3)
- 山田学武(C2)
- 渡辺勇人
- 山屋洋平(北海道A)
- 市川敦士(北海道A)
- 中村龍太(北海道C1)
- 吉田勝弥(東北A)
- 菊田政俊(B2/東北A)
- 遠藤昭太(東北B)
- 菅原直哉(東北A/E3)
- 大高坂松城(中部B)
- 林俊宏(中部B)
- 鈴木雄介(中部本部)
- 山本拓哉(中部A)
- 杉浦貴紀(中部本部)
- 掛水洋徳(中部A)
- 菅野直(中部本部)
- 都築友和(中部C/E1)
- 越川清一(中部本部)
- 小野雅峻(中部B)
- 大橋幸正(中部A/C2)
- 冨田淳一(関西C1)
- 福原剛(関西A2)
- 三好直幸(関西C2)
- 川上直也(関西A1)
- 高谷圭一(関西A1)
- 山中翼(関西A2)
- 吉本卓矢(関西A1)
- 辻本翔哉(関西A1)
- 掛樋忠雄(関西C1)
- 筒井宏晶(関西A2)
- 藤岡治之(九州C1)
- 服部学(九州B)
- 下山哲也(九州A)
- 矢野拓郎(九州B)
- 鷲見隼人(静岡支部)
- 渡辺洋己(静岡支部/D2)
- 平野敬悟(静岡支部/D1)
- 木戸僚之(北陸A)
- 高橋信夫(北関東支部/C2)
- 後藤隆(北関東C3)
- 重原聡(北関東D/D2)
- 楠木一朗(四国支部/関西C1)

三段
- 小林正和(C1)[19]
- 木本大介(D3)
- 笠原拓樹(B2)
- 庄田祐生(C3)
- 曽篠春成(B2)
- 早川健太(C1)
- 渡辺英梧(C3)
- 松本幸大(北海道A)
- 田村良介(中部A/C3)
- 山下将浩(九州A)
- 渡辺史哉(静岡支部/C1)
- 桑田憲汰(関西A1/C3)
- 長村大(C1)
- 伊東宏倫(E1)
- 岡崎涼太(C1)
- 浦野修平(D1)
- 奥津勇輝(C3)
- 石原康申
- 上田稜(C1)
- 及川慶次(D3)
- 石森隆雄(C1)
- 加藤哲郎(D1)
- 金子正明(D2)
- 木島甲太郎(D1)
- 加賀美幸孝(D3)
- 櫛田利太(D1)
- 鹿嶌文太(E1)
- 紺野光則(D2)
- 木原翼(C3)
- 小林大地(E1)
- 鈴木宏明(D1)
- 末松隆文(C3)
- 澤田唯(C2)
- 嶋田卓也
- 杉山俊彦
- 柴田航平(C3)
- 佐藤孝行(D3)
- 髙田翔(C2)
- 立田祥平(C1)
- 辻本一樹(C2)
- 津村憲一(D2)
- 永井勝晴(E1)
- 福田雄大(D1)
- 藤原正允(D3)
- 蓮沼友樹(D2)
- 伏見誠一郎(C3)
- 平野良栄(C1)
- 向井譲(E1)
- 宮澤太佑(D1)
- 宮村信(E1)
- 吉田光太(C2)
- 吉川裕太(D1/関西C1)
- 渡邉浩史郎(C1)
- 吉木輝(北海道B)
- 藤原洋一(北海道本部)
- 竹内洋規(北海道本部)
- 佐藤晃大(会計)(東北B)
- 安ヶ平浩希(東北A)
- 佐々木啓文(東北B)
- 瀧田亮(東北A)
- 湯村浩章(東北B)
- 櫻井勇馬(東北A/D2)
- 岡田智和(中部C)
- 中谷彰吾(中部B)
- 岡本丈司(中部B)
- 村瀬寛光(中部A)
- 長谷川弘(中部B)
- 清水哲也(中部A)
- 太田充(中部A)
- 日下健司(中部C)
- 斎藤寛生(中部本部)
- 堤文吾(中部B/D1)
- 金平裕樹(中部B)
- 若松正和(中部A/C3)
- 辻井和也(関西A2)
- 山神剛(関西A1)
- 丸山直(関西A2)
- 北村祐二(関西A2)
- 濱中真志(関西A2)
- 中野孝治(関西本部)
- 吉田圭吾(関西B)
- 後藤俊孝(関西本部)
- 井上泰秀(関西B/E1)
- 吉田拓也(関西B)
- 大橋慶一郎(関西A1)
- 吉井友直(九州本部)
- 水町慎一(九州本部)
- 佐藤健治(九州A)
- 島秀彰(九州A)
- 松尾樹宏(九州A/C3)
- 菊池豪(九州B)
- 柴田祐一朗(九州B)
- 高村翔(九州B)
- 名倉徹(九州B)
- 島崎涼(静岡支部/C3)
- 石津寿人(静岡支部)
- 青嶋宏樹(静岡支部/C2)
- 荒谷誠(北陸B)
- 後藤正博(北陸A)
- 志多木健(北陸A/D1)
- 里木祐介(北陸A)
- 中津真吾(北関東支部、会計監査/D2)
- 長尾浩平(四国副支部長、会計、関西A1)
- 高村翔(山口支部副支部長)
- 青木胤道(九州本部)

二段
- 貝原香(B2)
- 角谷陽介(C3)
- 塚田悠介(D3)
- 松本峻(C3)
- 村上玲央(北海道A/C1)
- 岡崎圭吾(東北A)
- 沖ヒカル(C2)
- 池田来斗(D3)
- 大石隆也(D3)
- 大川裕次郎(B2)
- 荒井伶太(E1)
- 沖野健行(D2)
- 小高佑貴(C1)
- 小野塚永遠(D2)
- 相場雄大
- 安藤翔(D1)
- 梅中悠介(D2)
- 上田宗太朗(D2)
- 有田将之(D3)
- 石川豪士(D3)
- 小原航太(D2)
- 朝井大元(E2)
- 井坂彰宏(D2)
- 伊藤俊介(D3)
- 江崎しんのすけ(C2)
- 大野雄輝(C1)
- 大枝史(C3)
- 小川裕也(E3)
- 大高啓(E1)
- 小玉渉(E1)
- 児玉佳宏(E1)
- 金杉空(E1)
- 黒田良(E2)
- 鏑木秀成(D3)
- 神山俊(E1)
- 金澤隼人(D3)
- 神森天心(D2)
- 加藤貴一(D3)
- 北村弦騎(D3)
- 澤谷諒(D2)
- 砂子直信(E2)
- 外嶋諒汰(D2)
- 染川航(D3)
- 清水智之(C2)
- 鈴木裕也(D3)
- 沢村侑樹(D3)
- 関本幸樹(D3)
- パジャマとりや(E2)[注釈 3]
- 高柳寛哉(D3)
- 瀧澤光太郎(C2)
- 冨田智寛(E3)
- 田中修平(E3)
- 高野宏治(D3)
- 田中祐(D1)
- 釣本契介(E2)
- 坪原光(D3)
- 塚越達也(D2)
- 高木規雄(B1)
- 沼山亮
- 内藤正樹(D3)
- 野村駿(D1)
- 中村文哉(D1)
- 中野のぶすけ(D1)
- 中平優佑(D3)
- ポロリ(E2/九州C1)[注釈 4]
- 中島寿太郎(E3)
- 藤永流馬(C1)
- 原田潤次(D3)
- 堀部康平(E1)
- 林雅人(D3)
- 水野孝一(E1)
- 源二郎
- 宮川富太郎(E2)
- 増田真人(C3)
- 皆川侑亮(D2)
- 守屋芳彦(D2)
- 水口駿(E2)
- 宮田雅也(E1)
- 森田未来(E2)
- 山川高志郎(C2)
- 山本祐輔(C3)
- 山田樹(E1)
- 吉高正悟(D2)
- 林源(E3)
- 渡邉準也(E1)
- 野坂健一(北海道C1)
- 伊藤直輝(北海道B)
- 植田稔宏(北海道C1)
- 會田亮介(北海道A)
- 柴田太一(北海道B)
- 中村亮(北海道A)
- 渡辺諒(北海道A)
- 仲野孝兵(北海道B)
- 児玉隆哉(北海道B)
- 佐藤凌(北海道B)
- 東海林正博(北海道B)
- 齋藤光(北海道A)
- 渡辺篤志(北海道B)
- 大沼慎(東北B)
- 山下敬介(東北A)
- 小熊良衡(東北A)
- 鈴木勝也(東北A)
- 津藤孝幸(東北B)
- 小栗隆成(東北B)
- 加藤勇飛(東北B)
- 野村遼吾(東北B/E1)
- 加藤泰史(中部A)
- 鈴木淳(中部D)
- 奥潤次(中部D)
- 田中寛治(中部C)
- 浅野文雅(中部D)
- 奥野真語(中部本部)
- 太田峻也(中部本部)
- 河合慎悟(中部B)
- 大滝聡(中部本部)
- 安藤大貴(中部C)
- 原田知彦(中部C)
- 桑原宏貴(中部C)
- 辰巳晴基(関西A2)
- 寺本光一(関西B)
- 若井翼(関西C1)
- 黒石翔(関西A2)
- 山本裕之(関西C2)
- 猿鼻拓哉(関西本部/E3)
- 山室太二(関西A1)
- 根越英斗(関西A1)
- 上村政雄(関西B)
- 髙橋悟志(関西A2)
- 河野智士(関西C2)
- 稲垣諒彦(関西A1)
- 黒羽翔(関西C1)
- 氏家義成(九州B)
- 竹田巧(九州A)
- 柿添誠(九州C1)
- 流水聖人(九州本部)
- 坂平二郎(九州本部)
- 福田譲ニ(九州本部)
- 岡田雄貴(九州A)
- 大野徳多郎(九州A)
- 木室哲朗(九州A)
- 土屋幸弘(静岡支部)
- 高橋大輔(静岡支部/E1)
- 安部颯斗(静岡支部/E1)
- 斉藤隆(静岡支部/D1)
- 橘太一(静岡支部)
- 高村龍一(静岡支部/E1)
- 獅坂祐一(北陸A)
- 成田理良(北陸支部/E3)
- 梅本翔(北陸A)
- 南和之(北陸B)
- 小林和樹(北陸B)
- 新大地(北関東支部/D1)
- 木暮智貴(北関東支部/D3)
- 井上真孝(広島支部)
- 楠橋孝平(四国支部)
- 小松翔一(四国支部)
- 高橋亮輔(四国支部)
- 津野謙一(四国支部)
- 中岡博一(四国支部)
- 濱田将司(四国支部)
- 平石洋輔(四国支部)
- 渡邊亮(四国支部)
- 渡部貴之(四国支部)
- 川村直寛(D1)

初段
- 加藤拓海(C1)
- 岩﨑仁(E2)
- 台直輝(D3)
- 新井大輝(E1)
- 安藤銀一(D3)
- 岡田啓佑(E2)
- 泉裕斗(E3)
- 川田浩平(D1)
- 扇田紘征(E2)
- 岩崎翔太
- 伊藤優斗
- 大野剛史(D3)
- 朝野叶(E2)
- 稲垣遥介(E2)
- 浅野耕太
- 今村壮吾(E3)
- 石亀玄樹(D3)
- 岩﨑健太(E3)
- 池本友馬(E3)
- 石亀玄樹(D3)
- 岩﨑健太(E3)
- 池本友馬(E3)
- 小田尚生(E3)
- 小倉光星(E3)
- 大久保隼人(E3)
- 岡田裕太(E3)
- 奥村恵士(E3)
- 悦喜真之介
- 金田智紀(E1)
- 角田大志(E1)
- 葉山唯一(E2)
- 川端祥平(E2)
- 近藤廉
- 熊谷龍弥(E2)
- 小林克己(E3)
- 黒田英輝(E1)
- 鏡内悠斗(E2)
- 木下新ヱ門(E2)
- 金澤陸(E3)
- 加茂良隆(E1)
- 喜戸信彦(E1)
- 釜山甲太郎(E2)
- 掛川勇輔(E3)
- 窪田直希
- 亀井来寿(E3)
- 小林克己(E3)
- 関根大地(E1)
- 三幣昴汰
- 椎名健太(E1)
- 鈴木健大
- 仙田竜祐(D3)
- 佐藤遼(D3)
- 桜井カズキ(E2)
- 杉原直人(D3)
- 真田将成(E3)
- 瀬川修吾(E2)
- 清水裕允(E2)
- 佐村由紀輔(E1)
- 春原雄太(E2)
- 猿渡輝也(D3)
- 佐藤浩樹(E3)
- 末永尚暉(E2)
- 佐々木大輝(E3)
- 齋藤剛弥(E3)
- 真田悠暉(E3)
- 高山暖(E1)
- 多賀史哉(E3)
- 寺下龍太郎(D3)
- 津藤雅知(C3)
- 土橋明男
- 鷹見としや(E1)
- 時丸仁義
- 田原亮平(D2)
- 高畑敬太(D3)
- 高瀬翔
- 戸邉宏夢
- 多田理音(E2)
- 寺本将彦
- 近田陸(E3)
- 中山翔太(E1/関西C2)
- 野村創志(E1)
- 野沢友太朗(E3)
- 仁科優太(C2)
- 梛木広信
- 内藤哲
- 中村太一
- 成田瑞樹(E2)
- 中川竜平(E3)
- 鳴海拓斗(E2)
- 野田将伍(E3)
- 中野和己
- 中野巧(E3)
- 藤間大徳(E2)
- 別部要(E3)
- 平野佑弥
- 堀田翔平(E3)
- 羽田龍生(E1)
- 八田倖輝
- 深谷勇太(E2)
- 藤沢晴信(D3)
- 平松路(E1)
- 花田裕貴(E1)
- 萩原智也(E3)
- 長谷部颯汰
- 早川航平(E2)
- 平山慶典(E1)
- 橋本直樹(E3)
- 松岡学(D3)
- 三浦俊一(E3)
- 森村亮太
- 松井亮太(E3)
- 松下一真(E3)
- 御船翔太(E3)
- 御船晴斗(E3)
- 松田健太郎
- 吉成雄輝(D2)
- 吉澤竜也(D2)
- 吉井優(E2)
- 山村航(E1)
- 吉成敏(E1)
- 山下知也(E2)
- 山内大誠
- 山田祐輝
- 八木ヒカル(E2)
- 山田裕紀(E3)
- 李峻榮(E3)
- 若松慶悟(E3)
- 田川将太(北海道C1)
- 池辺吾春(北海道C1)
- 大町勇太(北海道B)
- 坂谷内悟(北海道C1)
- 西野隆博(北海道C2)
- 荒木宏祐(北海道C1)
- 津島萌唯(北海道B)
- 向中野嶺(北海道C2)
- 小泉修二(北海道C1)
- 伊藤享祐(北海道C1)
- 仲亀俊弥(北海道C2)
- 瀧原光(北海道C2)
- 出越茂毅(北海道C2)
- 髙橋聡志(北海道B)
- 杉内甫(北海道C2)
- 湯田拓也(東北B)
- 菅原啓資(東北A)
- 佐々木俊哉(東北A/E2)
- 工藤清一(東北A)
- 佐藤純希(東北B)
- 近藤光将(中部C)
- 大西義則(中部D)
- 伊藤佑樹(中部B)
- 中島寛基(中部C)
- 平野祥太(中部C)
- 山田優駿(中部A)
- 大塚將訓(中部C)
- 中垣吾郎(中部D)
- 中村裕之(中部C)
- 安良岡真功(中部A)
- 志方歩(中部B/E1)
- 犬飼直紀(中部A)
- 徳井栞人(中部D)
- 福本正雄(中部D)
- 明石雄亮(中部A)
- 大町篤志(中部本部)
- 石川雄也(中部B)
- 大原伴哉(中部D)
- 岡本佳祐(中部C)
- 森義久(中部C)
- 小杉昴裕(中部D)
- 伊尾健太朗(中部D)
- 柿本幸宏(中部C)
- 石黒恵三(中部D)
- 北川星哉(中部D)
- 田村翔平(中部D)
- 菅野爽(中部D)
- 奥田裕貴(関西本部)
- 岡本悠輝(関西C1)
- 辻川貴士(関西C1)
- 山本歩夢(関西C1/E2)
- 伊原達矢(関西B)
- 山野達喜(関西C1)
- 中川天基(関西B)
- 谷口弘昌(関西C2)
- 田中健渡(関西C2)
- 野村祐介(関西C2/E3)
- 中田裕介(関西C2)
- 木村幸平(関西C2)
- 福田和真(関西B)
- 吉田昇生(関西本部)
- 森貴大(関西C2)
- 三代凱(関西C1)
- 小鳥遊麻央(関西C2)
- 丸井一輝(関西A2)
- 妻木怜(関西A2)
- 林輝志(関西C1)
- 嶋津雄介(関西C2)
- 久保有平(関西C2)
- 阪上直也(関西C2)
- 孝岡三郎(関西C1)
- 大下恭佑(関西C2)
- 覚野陽生(関西C2)
- 東口陽一(関西C2)
- 三苫太矩也(九州本部)
- 山室泰典(九州本部)
- 福田諒(九州本部)
- 柿元裕介(九州B)
- 板谷祐斗(九州本部)
- 岩村義久(九州A)
- 宝輪聡(九州C1)
- 島田椋多(九州C1)
- スカルリーパーA-ji(九州本部)
- 渡辺健太(九州C1)
- 津森慎一(九州C1)
- 新宮英樹(九州C2)
- 西川雄介(九州C2)
- 天野真人(九州本部)
- 石田知幸(九州A)
- 中島剛(九州A)
- 仲村澪哉(九州本部)
- 横田幸太朗(九州A)
- 佐々木将幸(九州C1)
- 合澤雄貴(九州B)
- 阿部竜也(九州C1)
- 天野ヨシアキ(九州B/E1)
- 渡辺雄輝(九州C1)
- 宮崎惇(九州C1)
- 日野太貴(九州C1/E2)
- 山元龍(九州本部)
- 大本裕介(九州C1)
- 北川裕太(九州C1)
- 足立純哉(静岡支部/E1)
- 佐藤学(静岡支部)
- 山下棟健(静岡支部)
- 渡邉翔士己(静岡支部/D3)
- 松本和樹(静岡支部)
- 岡田拓也(北陸A)
- 山田航輔(北陸B)
- 新保翔太(北陸B)
- 堂垂正裕(北陸B)
- 如月靖之(北陸B)
- 松井直大(北陸A)
- 石川雄基(北陸B)
- 栄田勇作(北陸B)
- 高地真生(北陸B)
- 日水亮輔(北陸B)
- 中川竜伍(北陸B)
- 宮川悟(北陸B)
- 佐藤拓馬(北関東支部)
- 伊藤泰斗(北関東支部/E3)
- 佐々木諒輔(北関東支部/D3)
- 石田智成(広島支部、広報)
- 本田翔大(四国支部)
- 森田健太郎(四国支部)
- 久保隆徳(四国支部)
- 西山航瑠(四国支部)
- 平川一樹(四国支部)
- 山宮雅之(四国支部/E1)
- 西村和貴(四国支部)
- 河野隼人(四国支部)
- 中原進二(四国支部)
- 宗雪靖弘(四国支部)
- 渡邉博之(四国支部)
- 鵜野健一(四国支部)
- 永田泰志(四国支部)
- 長山朔弥(四国支部)
- 川合克久(四国支部)
- 太田涼聖(四国支部)
- 大伴翔太(四国支部)
- 津森慎一(山口支部)
- 礒川雄介(山口支部)
- 平田雄士
- 地主聡太
- 藤本浩輔
- 松本京也(四国支部)
- 坪内達平(四国支部)

(段位不明)
- 中西栄ニ(D1)

### 女性
役員

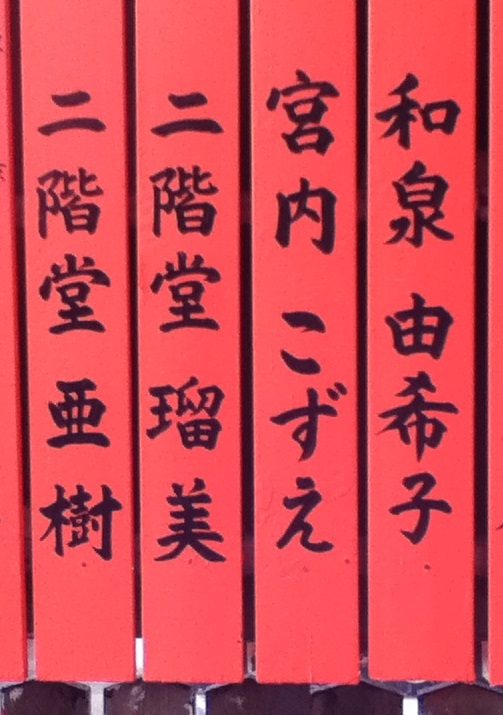
京都 車折神社内 芸能神社に
女性雀士が奉納した玉垣

- 宮内こずえ(四国支部長、六段)(C1/女流B)

七段
- 二階堂亜樹(B1/女流A)
- 黒沢咲(A2/女流B)
- 和久津晶(A1/女流B/九州A)
- 仲田加南(B2/女流A)
- 魚谷侑未(B2/女流A)

六段
- 二階堂瑠美(B2/女流B)
- 吾妻さおり(D2/女流A)

五段
- 北野由実(D1/女流C1)
- 天音まこと(女流B)
- 室伏理麻
- 清水香織(北関東副支部長)(女流A)
- 和泉由希子(C3/女流C1)
- 蒼井ゆりか(C2/女流B)
- 北條恵美(女流B)
- 藤井すみれ(C1/女流B)
- 秋山淑子(関西B)

四段
- 川原舞子(D2/女流B)
- 白銀紗希(D1/女流A)
- 菅原千瑛(C3/女流A)
- 童瞳(C3/女流B)
- 高宮まり(D1/女流A)
- 古谷知美(C1/女流A)
- 安田麻里菜
- 波奈美里(D1/女流B/東北A)
- 西嶋ゆかり(北関東支部、会計)(C3/女流B)
- 井上絵美子(D2/女流B)
- 小笠原奈央(D3/女流B)
- 石田亜沙己(E1/女流B)
- 赤司美奈子
- 内山えみ(E3/女流C3)
- 青山めぐみ(D2/女流C1)
- 小宮山一美
- 楠原遊(D1/女流C1)
- ジェン(E2/女流C2)
- 斉藤理絵(D2/女流B)
- 齋藤麻衣子(E2/女流C2)
- 桜川姫子(D1/女流A)
- 手塚紗掬(D2/女流B)
- 武石絵里(C3/女流B)
- 東城りお(D3/女流C1)
- 中野妙子(D3/女流C1)
- 南里はるみ
- 早川林香(D3/女流A)
- 松岡千晶
- 水越京子(E3/女流B)
- 美波智子(女流C1)
- 山脇千文美(C1/女流A)
- 優月みか(D2/女流C2)
- 王政芳(女流C1)
- 佐藤あいり(中部本部)
- 高橋侑希(中部A/関西A1/女流C2)
- 稲岡ミカ(関西A1/女流B)
- 木下恭子(関西B)
- 中川由佳梨(関西A2/女流A)
- 平岡理恵(静岡副支部長)(女流C1)
- 高田麻衣子(北関東支部)

三段
- 岡田紗佳(C3/女流B)
- 蒼木翔子(C2/女流B)
- 伊達朱里紗(C3/女流A)
- 大久保朋美(C2/女流C1)
- 襟川麻衣子(E3/女流C2)
- 大野彩乃(D1/女流B)
- 長内真実
- 大月れみ(D2/女流C1)
- くさのいおり(女流C3)
- さくら美緒(C3/女流C1)
- ダニーモレノ(D1/女流C3)
- 西山あみ
- 西田みお(D2/女流C1)
- 古川彩乃(D2/女流C2)
- 池沢麻奈美(中部B)
- 音羽なお(関西A2)
- 河野みのり(九州A)
- 山本えりか(九州本部)
- 土田小緒里(九州B/女流C2)
- 吉田彩乃(九州B)
- 早田さきこ(九州C2)
- 安城るい(北陸A)
- 福島清子(四国副支部長)
- 小島優(休会中)

二段
- 廣岡璃奈(E1/女流A)
- 日髙志穂(中部本部)
- 宮成さく(北陸B/女流B)
- 一瀬由梨(E1/女流C1)
- 犬飼あやの(D3/女流B)
- 太田寛子(E1/女流B)
- 内田みこ(E2/女流C1)
- 川上レイ(D2/女流C2)
- 栗島有紀(E1)
- 片倉まち
- 駒田真子(女流C1)
- 小平螢(E2/女流C3)
- 杉浦幸
- 西城凛(D3/女流C1)
- 杉浦まゆ(E2/女流C1)
- 鈴木彩夏(D2/女流A)
- 桜木里咲(E2/女流C1)
- 高橋慧(E2/女流B)
- 長井梨世(E2/女流C2)
- 夏目翠(E2/女流C1)
- 花宮海咲(E3/女流C2)
- 柊木かえで
- 藤居冴加(E2/女流C2)
- 松田彩花(D1/女流B)
- 町田志織(E1/女流C3)
- 美咲優菜(E3/女流C1)
- 山口やよい(女流C2)
- 頼さくら(E1/女流C2)
- かわいめぐみ(事務局、北海道本部)
- 吉田祥子(北海道B/女流C2)
- 西村聖美(北海道B)
- 安藤りな(北海道C2/女流C2)
- 千葉みほ(北海道C1)
- 後藤あゆみ(東北B/E2)
- 星乃あみ(東北A/女流C1)
- 家田みゆき(中部D)
- 後藤咲(中部本部/E2/女流A)
- 富村つぐみ(中部本部)
- 近藤美香(中部D)
- 美里麻(関西B)
- 藤根梨沙(関西B/女流C1)
- 岩村美智子(九州B)
- 安部久美子(九州C2)
- 如月明日香(九州C1)
- 河野まや(九州本部)
- 文月愛美(北陸A/女流C3)
- 菊地美羽(北関東支部)(D1/女流C2)

初段
- 加賀谷春歌(E1/女流B)
- 御子柴佑梨(E2/女流C1)
- 赤木クロ(E3/女流C2)
- 井野葵
- 一森かな(E2/女流C2)
- 飯盛裕美子(E1/女流C1)
- 大槻あいみ(E1)
- 内村翠(E3/女流C3)
- 上田まみ(E1/女流C2)
- 青木いちな(E3/女流C3)
- 秋場みなみ(E3/女流C3)
- 麻生知花(E2/女流C3)
- 朝比奈ゆり(E3/女流A)
- 大川佳弥乃(E2/女流C3)
- 押手まり(E3/女流C3)
- 北川かりん(E3)
- 木下遥(E2/女流C1)
- 鴨舞(E3/女流A)
- 加護優愛(D3)
- 川浪いちる
- 倉田梨央(E3/女流C2)
- 小兎めい(E3/女流C3)
- 古小路亜美(E2/女流C3)
- 香野蘭(D3/女流B)
- 香月佑海(E2/女流C2)
- 後藤真帆(E3/女流C3)
- 樫野凪(E3/女流C3)
- 倉田梨央(E3/女流C2)
- 叶璃々(E3/女流C3)
- ジェマ
- 佐藤未菜
- 篠原冴美(E3/女流C3)
- 瀬戸麻衣(E2/女流C3)
- 春原りん
- 曽根彩加(E3/女流C3)
- 武田雛歩(E2/女流C2)
- 橘来奈(E3/女流C3)
- 知念りほ(E3/女流C3)
- 中田花奈(E2/女流C2)
- 渚もも(E2)
- 夏目一花(E3/女流C3)
- 中嶋野乃(E3/女流C3)
- 夏川夏未(E2/女流C3)
- 林美沙希(E3/女流C2)
- 藤田愛(D2/女流C2)
- 藤波美月(E3/女流C3)
- 疋野加奈子(D3/女流C2)
- 長谷川夏音(E3/女流C3)
- 盛合麻理奈(E1/女流C3)
- 松島桃花(E1/女流C2)
- 光岡舞織(E3/女流C3)
- 三ツ谷繭(E3)
- 南ていか(E3/女流C3)
- 森本夕楓(E3)
- 一宮さくら(E2/女流C3)
- 松﨑さくら(E3)
- 吉沢彩月(E3/女流C3)
- 李佳(E3/女流C3)
- るうこ(E3)
- 渡部美樹(E1/女流C2)
- 伊藤桃子(北海道B)
- 大倉綾菜(北海道C2)
- 来海怜(北海道C2/女流C3)
- 木村さき(北海道C2)
- 鈴木里美(東北B)
- 八木菜摘(東北B)
- 加藤ゆみ(中部D)
- 加来千香子(中部本部)
- 樹優希(中部D)
- 四ノ宮彩夏(中部D)
- 樫林愛子(関西B)
- 上垣愛子(関西C1/女流C2)
- 石川愛(関西C2)
- 原えりか(関西C1)
- 友保美香里(九州本部)
- 清末紫咲(九州C2/女流C3)
- 橘はるか(九州C1)
- 森川ことり(九州C2)
- 能瀬美咲(静岡支部/女流C3)
- 月野桜悠(北陸B)
- 夏野千代(北陸B)
- 百瀬あい(北陸B)
- 水都まりん(四国支部/四国B/女流C3)
- 中山愛生(山口支部)
- 天沢沙恵花(山口支部/九州C2/女流C3)

## 過去に在籍したプロ
- 小島武夫（最高顧問、初代会長、故人）
- 高木賢治（故人）
- 畑正憲（相談役、故人）
- 島田昭
- 鈴木ひろし
- 田中利春
- 安藤満（故人）
- 瀬田一輝
- ロッキー堀江（故人）
- 浦田和子
- 高橋純子
- 原浩明...現：麻将連合
- 滝石潤
- 加藤博己
- 土田浩翔...現：最高位戦日本プロ麻雀協会
- 阿部孝則...現：RMU
- 河野高志...現：RMU
- 多井隆晴...現：RMU代表
- 藤中慎一郎...現：RMU
- 永野彰一
- 板川和俊...現：麻雀共同体WW代表
- 近野理智男...現：麻雀共同体WW事務局長
- 岩井茜...現：麻将連合-μ-
- 藤川まゆ...現：麻将連合-μ-
- 右田勇一郎
- 堀内正人
- 吉村卓也
- 渡辺郁江
- 高橋葵
- 中村はるみ［女流プロ第１期生］
- 三浦奈々(現:中西南)
- 白河雪菜
- 立花つくし
- 石川純
- 七瀬真実
- 高木輝博...現：RMU
- 月江いくこ
- 田村りんか
- 小川和香奈
- 優木美智
- 中山奈々美
- 五反地清一郎...現：日本プロ麻雀協会
- 三咲麻里
- 赤木由実
- 西川舞
- 宗像惇
- 櫻井秀樹
- 相沢かおる
- 大亀あすか
- 内田美乃里
- 佐藤伶太
- 高橋勇
- 松本ちづる...現：日本プロ麻雀協会
- 金子大地
- 南田明宏
- 京平遥(静岡支部)
- 関光穂
- 川崎義之(静岡支部)
- 北淳一(北海道本部)
- 田中翔太朗(北海道本部)
- 須長正和(北関東支部)
- 関口智恵
- つばきりょう

## 主催タイトル戦
王位戦、麻雀マスターズ、小島武夫杯帝王戦、麻雀プロアマオープン競技会、インターネット麻雀日本選手権は他団体のプロ、アマチュアの参加が認められている。また、麻雀マスターズおよび王位戦は、アマチュアも参加可能なプロアマオープン戦である。
WRC世界選手権ルールの半荘レコードは佐々木寿人の134,200点(2021年11月13日)。

### 日本プロ麻雀連盟4大タイトル戦・グランプリMAX
プロリーグ（鳳凰戦）
1984年創設。連盟所属プロのリーグ戦で実施され、団体最高峰タイトルの位置付け。
前年度鳳凰位と、最上位であるA1リーグの1位～3位が、鳳凰位決定戦を行い、その期の鳳凰位を決定する。
現鳳凰位は白鳥翔。
特別昇級リーグ
40歳未満の選手の内、Dリーグ昇級者・各種タイトル戦決勝進出者などで争われるリーグ戦。年2回開催。
優勝者はB2リーグ、準優勝者はC1リーグ、第3位にはC2リーグへの飛びつき昇格が認められる
十段戦
1984年創設。連盟所属プロのみ参加でき、各卓2名勝ち上がりのトーナメント方式を採用。
タイトル戦成績を元に定められている段位によって、スタート地点が変わるのが特徴。
十段位決定戦に関しては、準決勝勝ち上がりの4名に現十段位を加え、5名で争われる。
現十段位は三浦智博。
王位戦
1973年創設（かきぬま主催）、1989年より連盟主催。他団体を含むプロの他、予選を勝ち抜いたアマチュアも参加できる。
規定半荘の得点上位者が勝ち上がる方式。
A級決勝（予選の最上位）を15名が突破し、現王位を加えた16名で準決勝→決勝（4名）を戦う。
現王位は福島佑一。
麻雀マスターズ
1992年創設。毎月4月に行われる、プロアマオープン戦。王位戦同様、他団体プロも参加する。2017年よりWRC世界選手権ルールを採用。
全国の一般（アマ）予選とプロ予選を勝ち上がった選手により行われる本戦では、トーナメント制を採用している。
王位戦同様、現マスターズはベスト16からの登場となる。
現マスターズは吉田幸雄。
麻雀グランプリMAX
2010年より「麻雀グランプリ」をリニューアルし創設。出場権は、現タイトルホルダーや四大タイトルを持つ九段、及びポイントランキング上位者の連盟所属プロに限られる。
ポイントランキングは、各種タイトル戦の成績によって定められており、そのポイントによって出場段階も変わってくる。
現グランプリMAXは白鳥翔。
なお、上記四大タイトル・地方リーグ・女流タイトル戦（女流桜花及びプロクィーンの両方）のうち、3つ以上出場していることが最低条件となる。

### 女流タイトル戦
女流桜花
2006年創設。連盟所属の女流プロによるリーグ戦。
Aリーグ6節終了時点の上位8名がプレーオフに進出し、プレーオフ1節の成績を加えた7節の上位3名が女流桜花決定戦に進出。
現桜花を加えた4名で、女流桜花決定戦を行い、その期の女流桜花を決定する。
現女流桜花は清水香織。
プロクイーン
2003年創設。所属団体を問わず、女流プロであれば参加できる。WRC世界選手権ルールを採用。
ベスト16以降はトーナメント方式となり、準決勝勝者4名に現プロクイーンを加えた5名で、決勝戦を争う。
現プロクイーンはりんのなお。(日本プロ麻雀協会)
桜蕾戦
2021年創設。連盟所属で予選初日の段階で29歳以下の女流プロが参加できる。
年2回開催。春はWRC世界選手権ルールを採用し、秋は連盟公式ルールを採用。
予選上位14名と予選敗退者から推薦枠2名がベスト16進出となり、その後トーナメント方式でその期の桜蕾を決定する。
優勝者は次期から女流桜花Aリーグに昇級する。(第2期より女流桜花Bリーグに昇級)
現桜蕾は朝比奈ゆり。

### 麻雀日本シリーズ
他団体も含むタイトル保持者や、それに準ずる成績をおさめ連盟会長に推薦された選手によるリーグ戦。WRC世界選手権ルールを採用。
参加資格の関係上、内外のトッププロによって争われるタイトル戦となっている。
- 麻雀日本シリーズ：鈴木優（最高位戦日本プロ麻雀協会）
- 女流プロ麻雀日本シリーズ：高宮まり

### その他タイトル
JPML WRCリーグ（旧・チャンピオンズリーグ）
2001年より「内外タイムス杯」をリニューアルし創設。連盟プロのみ出場だが、WRC世界選手権ルールを採用している。
シードはタイトル保持者に限られるため、実績のあるトップリーガーと、まだ実績のない若手選手が早い段階で対戦できるのが特徴。
直近の勝者は朝比奈ゆり。
JPML WRC-Rリーグ
2023年創設。WRCルールに赤牌を入れたリーグ戦。順位点10-30オカなし。その他フォーマットはJPML WRCリーグに準ずる。
直近の勝者は覚野陽生。
新人王戦
1985年創設。入会5年目までの連盟プロのみが参加できるタイトル戦。
優勝者には、四大タイトルなどのシード権が与えられる。
直近の勝者は横田幸太朗。
若獅子戦
2021年創設。連盟所属で予選初日の段階で29歳以下の男性プロが参加できる。
年2回開催。春はWRC世界選手権ルールを採用し、秋は連盟公式ルールを採用。
予選上位12名と予選敗退者から推薦枠4名がベスト16進出となり、その後トーナメント方式でその期の若獅子を決定する。
優勝者は次期からプロリーグC1に昇級する。
直近の勝者は柿本幸宏。
鸞和戦
2021年創設。予選初日の段階で30歳以上49歳以下の連盟プロが参加できる。
ベスト16以降はトーナメント方式を採用。Aリーガーは2次予選から出場し、現鳳凰位はベスト16から出場する。
直近の勝者はHIRO柴田。
小島武夫杯帝王戦
2019年創設。WRC世界選手権ルールを採用。
新型コロナウィルス感染拡大懸念のため2020年、2021年、2022年は中止。
直近の勝者は三浦智博。
AKRacing杯
2021年創設。AKRacingの冠大会で、連盟のトッププロ16名が出場し赤ありWRCルール2回戦で1位のみが勝ち上がれるトーナメントを行い、決勝も2回戦で優勝者を決める。
賞金総額は100万円、優勝者には副賞としてAKRacingのゲーミングチェアが送られる。
直近の勝者は瀬戸熊直樹。
達人戦〜GREAT LEAGUE〜
2023年創設。レジェンドプロと鳳凰位によるリーグ戦。
ルールは一発裏ドラ赤ドラあり、順位点10-30、その他はWRCルールに準ずる。
直近の勝者は荒正義。
紅龍戦
2023年創設。連盟所属のMリーガーによるタイトル戦。
ルールは一発裏ドラ赤ドラあり、順位点10-30、その他はWRCルールに準ずる。自動配牌を使用する（ただしドラ出し機能はOFFとしサイコロを振って開門する)
直近の勝者は二階堂瑠美。
麻雀プロアマオープン競技会
2017年創設。日本プロ麻雀連盟本部道場（巣鴨道場）で年2回行われるプロアマ混合のタイトル戦でWRCルールを採用。
連盟本部道場での成績で、WRCルール月間優勝者6名・公式ルール総合優勝者1名・前回優勝者1名・その他鳳凰位などのタイトルホルダー複数名がベスト16(準々決勝)シードとなる。
また連盟本部道場での成績の上位者での本戦もあり、そこからの勝ち上がりをするとベスト16の権利を得る。
ベスト16(準々決勝)からは2人勝ち上がりのトーナメント制。
直近の勝者は櫻井寛幸。(アマチュア)

WRCアマチュアグランプリ
昇龍戦
インターネット麻雀日本選手権
インターネット麻雀で行われるプロアマ混合トーナメント大会。第1回は2011年に開催される予定であったが、東日本大震災を受けて延期したため、2012年より実施されている。
優勝者には次期麻雀マスターズ本戦および王位戦A級本戦のシード権が与えられるほか、準優勝者にも次期王位戦A級本戦シード権が与えられる。
2020年度大会からは連盟に限らず、他団体所属プロも一般プロ予選からの出場が可能となった。2022年時点では麻雀オンラインゲームサイト「龍龍」を通じて大会が開催されている。
歴代優勝者
- 第1回（2012年） - 前原雄大
- 第2回（2013年） - クラピカ（一般）
- 第3回（2014年） - 瀬戸熊直樹
- 第4回（2015年） - 水巻渉 (最高位戦日本プロ麻雀協会)
- 第5回（2016年） - 山井弘
- 第6回（2017年） - cmj5330（一般）
- 第7回（2018年） - orinzou（一般）
- 第8回（2019年） - じんべい（一般）
- 第9回（2020年） ‐ じんべい（一般）
- 第10回 (2021年)　- royal365（一般）
- 第11回 (2022年)　- ヨシバ（一般）
- 第12回（2023年） - @エルとも（一般）
- 第13回 (2024年)　- ターレ  (一般)
- 第14回 (2025年)　-渡辺太（最高位戦日本プロ麻雀協会）

### 地方プロリーグ
- 北海道プロリーグ (雪華王)：西野拓也
- 東北プロリーグ (天翔位)：皆川直毅
- 北関東プロリーグ(風雷位)：津村憲一
- 北陸プロリーグ：里木祐介
- 静岡プロリーグ (霊峰位) : 高橋大輔
- 中部プロリーグ：高橋侑希
- 関西プロリーグ (太閤位)：吉本卓矢
- 四国プロリーグ：小松翔一
- 山口プロリーグ (闘将位)： 宮﨑惇
- 九州プロリーグ (皇帝位)：石田知幸
- 地方リーグチャンピオンシップ：志多木健

## 著書
- 麻雀脳力 楽しちゃ勝てない頭を使え (徳間文庫)　(編集)　(2002年1月 徳間書店)　ISBN 978-4198916480
- 麻雀超脳力 勝ち組になるために (徳間文庫)　(編集)　(2002年12月 徳間書店)　ISBN 978-4198918149
- 麻雀格闘倶楽部2 日本プロ麻雀連盟ver. 公式ガイドブック　(2003年11月 竹書房)　ISBN 978-4812414392
- 麻雀格闘倶楽部5 プロが選んだ神の一打　(2006年10月 SBクリエイティブ)　ISBN 978-4797338027
- はじめてでもたのしめるかんたんマスター麻雀　(2008年4月 新星出版社)　ISBN 978-4405065789
- イメージする麻雀観 (日本プロ麻雀連盟BOOKS)　(2010年11月 マイナビ)　ISBN 978-4839937218
- 麻雀の教科書 基本手筋コレクション (日本プロ麻雀連盟BOOKS)　(2011年1月 マイナビ)　ISBN 978-4839937225
- 麻雀 絶対手筋180 (マイナビ麻雀文庫)　(2011年3月 マイナビ)　ISBN 978-4839938536
- 麻雀の教科書 守備の基本 (日本プロ麻雀連盟BOOKS)　(2011年5月 マイナビ)　ISBN 978-4839939052
- 麻雀の教科書 攻撃の鉄則 (日本プロ麻雀連盟BOOKS)　(2012年1月 マイナビ)　ISBN 978-4839941710
- 何切る？150連発 麻雀 必勝! 次の一手 (ベスト麻雀文庫)　(2013年4月 ベストセラーズ)　ISBN 978-4584393253
- 麻雀プロ検定 (ベスト麻雀文庫)　(編著)　(2013年6月 ベストセラーズ)　ISBN 978-4584393307
- 麻雀 捨て牌読みの極意 (ベスト麻雀文庫)　(2013年10月 ベストセラーズ)　ISBN 978-4584393383
- らくらくマスター! はじめての麻雀　(2013年12月 新星出版社)　ISBN 978-4405065802
- 麻雀の教科書 完璧点数計算 (日本プロ麻雀連盟BOOKS)　(2014年3月 マイナビ)　ISBN 978-4839950750
- マンガですぐ強くなる! 麻雀入門　(監修)　(2014年9月 永岡書店)　ISBN 978-4522432983
- 「何切る」で覚える 麻雀基本手筋コレクション (日本プロ麻雀連盟BOOKS)　(2017年2月 マイナビ)　ISBN 978-4839962371
- マンガ3人麻雀 女神が教える3麻戦術 手作りから押し引きの極意まで　(2018年1月 宙出版)　ISBN 978-4776796855
- 麻雀格闘倶楽部で覚える 超実戦型 最強の打ち方　(監修:日本プロ麻雀連盟、株式会社コナミアミューズメント)　(2018年8月 日本文芸社)　ISBN 978-4537215953